# 冬山幫
冬山幫（英語：Winter Hill Gang）是一個在麻省波士頓的有組織犯罪聯盟，成員主要是愛爾蘭裔美國人和意大利裔美國人。它的名字來自波士頓以北的薩默維爾的冬山附近。其成員包括波士頓黑幫巴迪·麥連、白毛·巴爾傑、霍伊·溫特、喬·麥當勞、強尼·馬圖納諾和史蒂芬·佛萊明。他們在1965年由麥連和溫特統治下最具影響力，直到1979年由巴爾傑領導為止。
冬山幫由1970年代《波士頓先驅報》的記者命名，雖然名稱幾乎沒有被公開用來作為參考。據說冬山幫成員參與了最典型的組織犯罪活動，他們或許最為人知的是在美國東北部操縱賽馬比賽，以及向愛爾蘭共和軍（IRA）運送武器。二十一名成員和合夥人，包括溫特，在1979年被聯邦檢察官起訴。

## 外部連結
- The Search for 'Whitey' Bulger （页面存档备份，存于） - The Boston Globe
- Winter Hill Gang Leader Flemmi Pleads Guilty （页面存档备份，存于） - Department of Justice Press Release